# Corea del Sur en la Copa Mundial de Fútbol de 1954
La selección de Corea del Sur fue una de las 16 selecciones que participó en la Copa Mundial de Fútbol de 1954. Este fue su debut absoluto en mundiales.

## Clasificación
Originalmente Corea del Sur tenía que jugar una triangular ante Taiwán y Japón en Tokio, Japón para definir a un clasificado de Asia. Taiwán abandonó el torneo y Corea del Sur venció en una serie a dos partidos a Japón para ser la segunda selección de Asia en participar en un mundial.
| Equipo        | Pts      | PJ       | PG       | PE       | PP       | GF       | GC       | DG       |
| ------------- | -------- | -------- | -------- | -------- | -------- | -------- | -------- | -------- |
| Corea del Sur | 3        | 2        | 1        | 1        | 0        | 7        | 3        | +4       |
| Japón         | 1        | 2        | 0        | 1        | 1        | 3        | 7        | -4       |
| Taiwán        | Retirado | Retirado | Retirado | Retirado | Retirado | Retirado | Retirado | Retirado |

| Fecha               | Lugar | Local         | Resultado | Visitante     |
| ------------------- | ----- | ------------- | --------- | ------------- |
| 7 de marzo de 1954  | Tokio | Japón         | 1:5 (1:2) | Corea del Sur |
| 14 de marzo de 1954 | Tokio | Corea del Sur | 2:2 (2:1) | Japón         |

## Lista de jugadores
Entrenador:  Kim Yong-sik
| No. | Pos. | Jugador         | Fecha de nacimiento (edad)        | Apa. | Club                                 |
| --- | ---- | --------------- | --------------------------------- | ---- | ------------------------------------ |
| 1   | POR  | Hong Deok-young | 5 de mayo de 1921 (33 años)       |      | Chosun Textile Company FC            |
| 2   | DEF  | Park Kyu-chung  | 12 de junio de 1924 (30 años)     |      | Army Logistics Command FC            |
| 3   | DEF  | Park Jae-seung  | 1 de abril de 1923 (31 años)      |      | Counterintelligence Corps FC         |
| 4   | MED  | Kang Chang-gi   | 28 de agosto de 1927 (26 años)    |      | Chosun Textile Company FC            |
| 5   | MED  | Lee Sang-yi     | 1 de enero de 1922 (32 años)      |      | Chosun Textile Company FC            |
| 6   | DEF  | Min Byung-dae   | 20 de febrero de 1918 (36 años)   |      | Counterintelligence Corps FC         |
| 7   | DEL  | Lee Soo-nam     | 2 de febrero de 1927 (27 años)    |      | Counterintelligence Corps FC         |
| 8   | DEL  | Choi Chung-min  | 30 de agosto de 1930 (23 años)    |      | Counterintelligence Corps FC         |
| 9   | DEL  | Woo Sang-kwon   | 2 de febrero de 1926 (28 años)    |      | Army Provost Marshal Headquarters FC |
| 10  | DEL  | Sung Nak-woon   | 2 de febrero de 1926 (28 años)    |      | Army Logistics Command FC            |
| 11  | MED  | Chung Nam-sik   | 16 de febrero de 1917 (37 años)   |      | Counterintelligence Corps FC         |
| 12  | POR  | Ham Heung-chul  | 17 de noviembre de 1930 (23 años) |      | Army Provost Marshal Headquarters FC |
| 13  | DEF  | Li Jong-kap     | 18 de marzo de 1920 (34 años)     |      | Counterintelligence Corps FC         |
| 14  | DEF  | Han Chang-wha   | 3 de noviembre de 1922 (31 años)  |      | Counterintelligence Corps FC         |
| 15  | MED  | Kim Ji-sung     | 7 de noviembre de 1924 (29 años)  |      | Counterintelligence Corps FC         |
| 16  | MED  | Chu Yung-kwang  | 15 de julio de 1931 (22 años)     |      | Navy FC                              |
| 17  | DEL  | Park Il-kap     | 21 de marzo de 1926 (28 años)     |      | Counterintelligence Corps FC         |
| 18  | DEL  | Choi Yung-keun  | 8 de febrero de 1923 (31 años)    |      | Navy FC                              |
| 19  | DEL  | Li Ki-joo       | 12 de noviembre de 1926 (27 años) |      | Chosun Textile Company FC            |
| 20  | DEL  | Chung Kook-chin | 2 de enero de 1917 (37 años)      |      | Navy FC                              |

Sin numeración estable (2):*[21] Hong Duk-Yung05/05/1921 POR Korea University y *[22] Lee Eung-Eung DEF 14/10/1937 Yonsei University

## Participación

### Grupo 2
| Equipo           | Pts | PJ | PG | PE | PP | GF | GC | DG  |
| ---------------- | --- | -- | -- | -- | -- | -- | -- | --- |
| Hungría          | 4   | 2  | 2  | 0  | 0  | 17 | 3  | +14 |
| Alemania Federal | 4   | 3  | 2  | 0  | 1  | 14 | 11 | +3  |
| Turquía          | 2   | 3  | 1  | 0  | 2  | 10 | 11 | -1  |
| Corea del Sur    | 0   | 2  | 0  | 0  | 2  | 0  | 16 | -16 |

#### Hungría vs. Corea del Sur
| 17 de junio de 1954, 18:00 (UTC+1) | Hungría                                                                             | 9:0 (4:0) | Corea del Sur | Hardturm-Stadion, Zúrich                                     |                                                              |
|                                    | Puskás 12', 89' · Lantos 18' · Kocsis 24', 36', 50' · Czibor 59' · Palotás 75', 83' | Reporte   |               | Asistencia: 13.000 espectadores Árbitro(s): Raymond Vincenti | Asistencia: 13.000 espectadores Árbitro(s): Raymond Vincenti |

| Hungría | Corea del Sur |

|               |    |                  |  |
|               |    |                  |  |
| POR           | 1  | Gyula Grosics    |  |
| DEF           | 2  | Jenő Buzánszky   |  |
| DEF           | 4  | Mihály Lantos    |  |
| MED           | 3  | Gyula Lóránt     |  |
| MED           | 5  | József Bozsik    |  |
| MED           | 15 | Ferenc Szojka    |  |
| DEL           | 8  | Sándor Kocsis    |  |
| DEL           | 10 | Ferenc Puskás    |  |
| DEL           | 11 | Zoltán Czibor    |  |
| DEL           | 16 | László Budai     |  |
| DEL           | 19 | Péter Palotás    |  |
| Suplentes:    |    |                  |  |
| POR           | 21 | Sándor Gellér    |  |
| POR           | 22 | Géza Gulyás      |  |
| DEF           | 12 | Béla Kárpáti     |  |
| DEF           | 13 | Pál Várhidi      |  |
| MED           | 6  | József Zakariás  |  |
| MED           | 14 | Imre Kovács      |  |
| DEL           | 7  | József Tóth      |  |
| DEL           | 9  | Nándor Hidegkuti |  |
| DEL           | 17 | Ferenc Machos    |  |
| DEL           | 18 | Lajos Csordás    |  |
| DEL           | 20 | Mihály Tóth      |  |
| Entrenador:   |    |                  |  |
| Gusztáv Sebes |    |                  |  |

|              |    |                 |  |
|              |    |                 |  |
| POR          | 1  | Hong Deok-young |  |
| DEF          | 2  | Park Kyu-chung  |  |
| DEF          | 3  | Park Jae-seung  |  |
| DEF          | 6  | Min Byung-dae   |  |
| MED          | 4  | Kang Chang-gi   |  |
| MED          | 11 | Chung Nam-sik   |  |
| MED          | 16 | Chu Yung-kwang  |  |
| DEL          | 8  | Choi Chung-min  |  |
| DEL          | 9  | Woo Sang-kwon   |  |
| DEL          | 10 | Sung Nak-woon   |  |
| DEL          | 17 | Park Il-kap     |  |
| Suplentes:   |    |                 |  |
| POR          | 12 | Ham Heung-chul  |  |
| DEF          | 13 | Li Jong-kap     |  |
| DEF          | 14 | Han Chang-wha   |  |
| MED          | 5  | Lee Sang-yi     |  |
| MED          | 15 | Kim Ji-sung     |  |
| DEL          | 7  | Lee Soo-nam     |  |
| DEL          | 18 | Choi Yung-keun  |  |
| DEL          | 19 | Li Ki-joo       |  |
| DEL          | 20 | Chung Kook-chin |  |
| Entrenador:  |    |                 |  |
| Kim Yong-sik |    |                 |  |

| Árbitros asistentes: Albert von Gunter Carl Steiner | Reglas del partido - 90 minutos. - Once suplentes convocados. |

#### Turquía vs. Corea del Sur
| 20 de junio de 1954, 17:00 (UTC+1) | Turquía                                                      | 7:0 (4:0) | Corea del Sur | Stade des Charmilles, Ginebra                             |                                                           |
|                                    | Suat 10', 30' · Lefter 18' · Burhan 37', 64', 70' · Erol 76' | Reporte   |               | Asistencia: 4.000 espectadores Árbitro(s): Esteban Marino | Asistencia: 4.000 espectadores Árbitro(s): Esteban Marino |

| Turquía | Corea del Sur |

|              |    |                        |  |
|              |    |                        |  |
| POR          | 1  | Turgay Şeren           |  |
| DEF          | 2  | Rıdvan Bolatlı         |  |
| DEF          | 3  | Basri Dirimlili        |  |
| DEF          | 4  | Mustafa Ertan          |  |
| MED          | 5  | Çetin Zeybek           |  |
| MED          | 6  | Rober Eryol            |  |
| DEL          | 7  | Erol Keskin            |  |
| DEL          | 8  | Suat Mamat             |  |
| DEL          | 9  | Feridun Buğeker        |  |
| DEL          | 10 | Burhan Sargun          |  |
| DEL          | 11 | Lefter Küçükandonyadis |  |
| Suplentes:   |    |                        |  |
| POR          | 12 | Şükrü Ersoy            |  |
| DEF          | 13 | Bülent Gurbuz          |  |
| DEF          | 14 | Ali Beratlıgil         |  |
| DEF          | 16 | Nedim Günar            |  |
| DEF          | 17 | Naci Erdem             |  |
| DEF          | 18 | Kaçmaz Akgün           |  |
| DEF          | 19 | Ahmet Berman           |  |
| MED          | 15 | Mehmet Dinçer          |  |
| DEL          | 20 | Necmi Onarıcı          |  |
| DEL          | 21 | Kadri Aytaç            |  |
| DEL          | 22 | Coşkun Taş             |  |
| Entrenador:  |    |                        |  |
| Sandro Puppo |    |                        |  |

|              |    |                 |  |
|              |    |                 |  |
| POR          | 1  | Hong Deok-young |  |
| DEF          | 2  | Park Kyu-chung  |  |
| DEF          | 13 | Li Jong-kap     |  |
| DEF          | 14 | Han Chang-wha   |  |
| MED          | 4  | Kang Chang-gi   |  |
| MED          | 15 | Kim Ji-sung     |  |
| DEL          | 7  | Lee Soo-nam     |  |
| DEL          | 9  | Woo Sang-kwon   |  |
| DEL          | 18 | Choi Yung-keun  |  |
| DEL          | 19 | Li Ki-joo       |  |
| DEL          | 20 | Chung Kook-chin |  |
| Suplentes:   |    |                 |  |
| POR          | 12 | Ham Heung-chul  |  |
| DEF          | 3  | Park Jae-seung  |  |
| DEF          | 6  | Min Byung-dae   |  |
| MED          | 5  | Lee Sang-yi     |  |
| MED          | 11 | Chung Nam-sik   |  |
| MED          | 16 | Chu Yung-kwang  |  |
| DEL          | 8  | Choi Chung-min  |  |
| DEL          | 10 | Sung Nak-woon   |  |
| DEL          | 17 | Park Il-kap     |  |
| Entrenador:  |    |                 |  |
| Kim Yong-sik |    |                 |  |

| Árbitros asistentes: Vincenzo Orlandini Ernest Schonholzer | Reglas del partido - 90 minutos. - Once suplentes convocados. |